# Landtagswahl im Saarland 1975
- SPD: 22
- FDP: 3
- CDU: 25

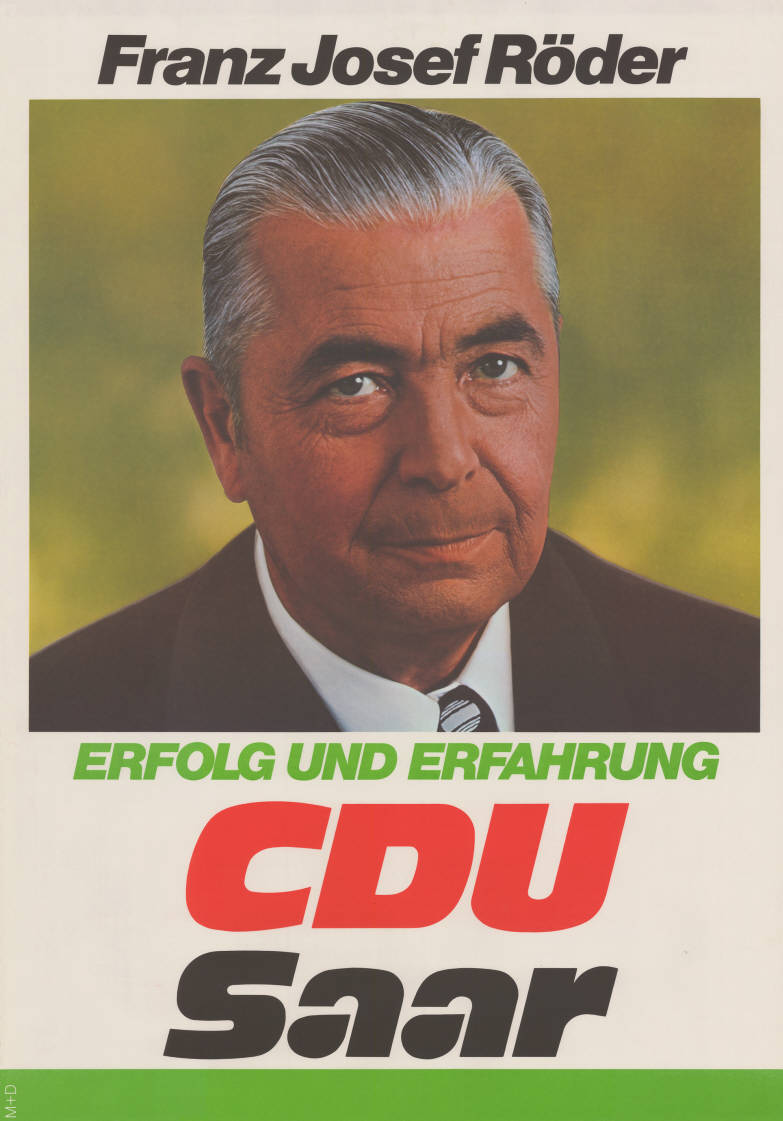
Wahlplakat der CDU mit Bild von Röder

Bei der Wahl zum 7. Saarländischen Landtag am 4. Mai 1975 stellte sich Ministerpräsident Franz-Josef Röder erneut zur Wiederwahl.
Röders Herausforderer war der SPD-Landes- und Fraktionsvorsitzende Friedel Läpple.
Während SPD und FDP gemeinsam 49,2 Prozent der Stimmen erreichten, kam die bislang allein regierende CDU auf 49,1 Prozent der Stimmen. Dies bedeutete eine Mandatszahl von jeweils 25 für beide Lager. Es traten nur fünf Parteien zur Landtagswahl an. Die Saarländische Volkspartei, die 1970 nur noch 0,9 Prozent der Stimmen erhalten hatte, kandidierte 1975 nicht mehr.
Auf Grund des Patts regierte Röder bis 1977 in einer Minderheitsregierung, bis die FDP 1977 in eine Koalition mit der CDU eintrat und Röder somit wieder über eine regierungsfähige Mehrheit verfügte.
Als Konsequenz aus diesem Ergebnis beschloss der Landtag, die Anzahl der Abgeordneten auf 51 zu erhöhen, um künftig Pattsituationen zu vermeiden.
Am 25. Juni 1979 kündigte Franz-Josef Röder seinen Rücktritt an und erklärte Werner Zeyer zu seinem Wunschnachfolger. Am Tag nach dieser Erklärung verstarb Röder überraschend. Zeyer wurde daraufhin vom Landtag zum neuen Regierungschef gewählt.

## Ergebnis
Die Wahlbeteiligung lag bei 88,8 %.
| Partei  | Stimmen | Prozent | Sitze |
| ------- | ------- | ------- | ----- |
| CDU     | 347.094 | 49,1 %  | 25    |
| SPD     | 295.406 | 41,8 %  | 22    |
| FDP/DPS | 52.100  | 7,4 %   | 3     |
| DKP     | 6.864   | 1,0 %   | −     |
| NPD     | 4.774   | 0,7 %   | —     |